# Puget de Can Noguera
El Puget de Can Noguera és un puig de 266 msnm del Massís de les Cadiretes proper a Can Noguera dins del municipi de Caldes de Malavella, a la comarca de la Selva. És un puig afusat en sentit nord-oest/sud-est que és flanquejat per la Riera de Can Noguera i la Riera de Benaula. Ben a prop passa la carretera comarcal Gi-681 que uneix Llagostera amb Tossa.